# Список астероїдів (52501—52600)
| Назва                         | Тимчасове позначення | Дата відкриття    | Місце відкриття           | Відкривач                      |
| ----------------------------- | -------------------- | ----------------- | ------------------------- | ------------------------------ |
| (52501) 1996 DJ2              | 1996 DJ2             | 23 лютого 1996    | Обсерваторія Оїдзумі      | Такао Кобаяші                  |
| (52502) 1996 EZ4              | 1996 EZ4             | 11 березня 1996   | Обсерваторія Кітт-Пік     | Spacewatch                     |
| (52503) 1996 EX15             | 1996 EX15            | 13 березня 1996   | Обсерваторія Кітт-Пік     | Spacewatch                     |
| (52504) 1996 FQ2              | 1996 FQ2             | 19 березня 1996   | Обсерваторія Галеакала    | NEAT                           |
| (52505) 1996 FD4              | 1996 FD4             | 22 березня 1996   | Обсерваторія Галеакала    | AMOS                           |
| (52506) 1996 FK4              | 1996 FK4             | 23 березня 1996   | Обсерваторія Галеакала    | AMOS                           |
| (52507) 1996 GC1              | 1996 GC1             | 12 квітня 1996    | Вішнянська обсерваторія   | Вішнянська обсерваторія        |
| (52508) 1996 GK5              | 1996 GK5             | 11 квітня 1996    | Обсерваторія Кітт-Пік     | Spacewatch                     |
| (52509) 1996 GP9              | 1996 GP9             | 13 квітня 1996    | Обсерваторія Кітт-Пік     | Spacewatch                     |
| (52510) 1996 GA11             | 1996 GA11            | 13 квітня 1996    | Обсерваторія Кітт-Пік     | Spacewatch                     |
| (52511) 1996 GH12             | 1996 GH12            | 15 квітня 1996    | Обсерваторія Кітт-Пік     | Spacewatch                     |
| (52512) 1996 GO19             | 1996 GO19            | 15 квітня 1996    | Обсерваторія Ла-Сілья     | Ерік Вальтер Ельст             |
| (52513) 1996 GZ20             | 1996 GZ20            | 13 квітня 1996    | Обсерваторія Кітт-Пік     | Spacewatch                     |
| (52514) 1996 HG3              | 1996 HG3             | 17 квітня 1996    | Обсерваторія Кітт-Пік     | Spacewatch                     |
| (52515) 1996 HL12             | 1996 HL12            | 17 квітня 1996    | Обсерваторія Ла-Сілья     | Ерік Вальтер Ельст             |
| (52516) 1996 HO20             | 1996 HO20            | 18 квітня 1996    | Обсерваторія Ла-Сілья     | Ерік Вальтер Ельст             |
| (52517) 1996 HZ23             | 1996 HZ23            | 20 квітня 1996    | Обсерваторія Ла-Сілья     | Ерік Вальтер Ельст             |
| (52518) 1996 HE25             | 1996 HE25            | 20 квітня 1996    | Обсерваторія Ла-Сілья     | Ерік Вальтер Ельст             |
| (52519) 1996 JL1              | 1996 JL1             | 15 травня 1996    | Обсерваторія Галеакала    | NEAT                           |
| (52520) 1996 JK3              | 1996 JK3             | 9 травня 1996     | Обсерваторія Кітт-Пік     | Spacewatch                     |
| (52521) 1996 JU3              | 1996 JU3             | 9 травня 1996     | Обсерваторія Кітт-Пік     | Spacewatch                     |
| (52522) 1996 JW10             | 1996 JW10            | 15 травня 1996    | Обсерваторія Кітт-Пік     | Spacewatch                     |
| (52523) 1996 JE16             | 1996 JE16            | 15 травня 1996    | Обсерваторія Кітт-Пік     | Spacewatch                     |
| (52524) 1996 PH               | 1996 PH              | 8 серпня 1996     | Обсерваторія Клеть        | Обсерваторія Клеть             |
| (52525) 1996 PJ               | 1996 PJ              | 8 серпня 1996     | Обсерваторія Галеакала    | AMOS                           |
| (52526) 1996 PF3              | 1996 PF3             | 15 серпня 1996    | Обсерваторія Галеакала    | NEAT                           |
| (52527) 1996 PM5              | 1996 PM5             | 10 серпня 1996    | Обсерваторія Галеакала    | NEAT                           |
| (52528) 1996 PM9              | 1996 PM9             | 8 серпня 1996     | Обсерваторія Ла-Сілья     | Ерік Вальтер Ельст             |
| (52529) 1996 RQ               | 1996 RQ              | 7 вересня 1996    | Огляд Каталіна            | Тімоті Спар                    |
| (52530) 1996 TW3              | 1996 TW3             | 8 жовтня 1996     | Обсерваторія Галеакала    | NEAT                           |
| (52531) 1996 TB8              | 1996 TB8             | 12 жовтня 1996    | Обсерваторія Садбері      | Денніс ді Сікко                |
| (52532) 1996 TP8              | 1996 TP8             | 9 жовтня 1996     | Обсерваторія Галеакала    | NEAT                           |
| (52533) 1996 TJ10             | 1996 TJ10            | 9 жовтня 1996     | Обсерваторія Кушіро       | Сейджі Уеда, Хіроші Канеда     |
| (52534) 1996 TB15             | 1996 TB15            | 7 жовтня 1996     | Обсерваторія Галеакала    | AMOS                           |
| (52535) 1996 TU19             | 1996 TU19            | 5 жовтня 1996     | Обсерваторія Кітт-Пік     | Spacewatch                     |
| (52536) 1996 TB20             | 1996 TB20            | 5 жовтня 1996     | Обсерваторія Кітт-Пік     | Spacewatch                     |
| (52537) 1996 TL32             | 1996 TL32            | 9 жовтня 1996     | Обсерваторія Кітт-Пік     | Spacewatch                     |
| (52538) 1996 TT39             | 1996 TT39            | 8 жовтня 1996     | Обсерваторія Ла-Сілья     | Ерік Вальтер Ельст             |
| (52539) 1996 TB41             | 1996 TB41            | 8 жовтня 1996     | Обсерваторія Ла-Сілья     | Ерік Вальтер Ельст             |
| (52540) 1996 TJ48             | 1996 TJ48            | 9 жовтня 1996     | Обсерваторія Кушіро       | Сейджі Уеда, Хіроші Канеда     |
| (52541) 1996 VB               | 1996 VB              | 1 листопада 1996  | Прескоттська обсерваторія | Пол Комба                      |
| (52542) 1996 VU4              | 1996 VU4             | 13 листопада 1996 | Обсерваторія Оїдзумі      | Такао Кобаяші                  |
| (52543) 1996 VA11             | 1996 VA11            | 4 листопада 1996  | Обсерваторія Кітт-Пік     | Spacewatch                     |
| (52544) 1996 VC11             | 1996 VC11            | 4 листопада 1996  | Обсерваторія Кітт-Пік     | Spacewatch                     |
| (52545) 1996 VW12             | 1996 VW12            | 5 листопада 1996  | Обсерваторія Кітт-Пік     | Spacewatch                     |
| (52546) 1996 XW               | 1996 XW              | 1 грудня 1996     | Обсерваторія Тітібу       | Наото Сато                     |
| (52547) 1996 XQ1              | 1996 XQ1             | 2 грудня 1996     | Обсерваторія Оїдзумі      | Такао Кобаяші                  |
| (52548) 1996 XD2              | 1996 XD2             | 3 грудня 1996     | Прескоттська обсерваторія | Пол Комба                      |
| (52549) 1996 XB31             | 1996 XB31            | 14 грудня 1996    | Обсерваторія Оїдзумі      | Такао Кобаяші                  |
| (52550) 1996 YB3              | 1996 YB3             | 30 грудня 1996    | Обсерваторія Тітібу       | Наото Сато                     |
| (52551) 1997 AL               | 1997 AL              | 2 січня 1997      | Обсерваторія Оїдзумі      | Такао Кобаяші                  |
| (52552) 1997 AD17             | 1997 AD17            | 14 січня 1997     | Обсерваторія Галеакала    | NEAT                           |
| (52553) 1997 CA16             | 1997 CA16            | 6 лютого 1997     | Обсерваторія Кітт-Пік     | Spacewatch                     |
| (52554) 1997 EN3              | 1997 EN3             | 2 березня 1997    | Обсерваторія Кітт-Пік     | Spacewatch                     |
| (52555) 1997 EK4              | 1997 EK4             | 2 березня 1997    | Обсерваторія Кітт-Пік     | Spacewatch                     |
| (52556) 1997 ET35             | 1997 ET35            | 4 березня 1997    | Сокорро (Нью-Мексико)     | LINEAR                         |
| (52557) 1997 EK41             | 1997 EK41            | 10 березня 1997   | Сокорро (Нью-Мексико)     | LINEAR                         |
| (52558) 1997 FR               | 1997 FR              | 27 березня 1997   | Коллеверде ді Ґвідонія    | Вінченцо Касуллі               |
| (52559) 1997 FN3              | 1997 FN3             | 31 березня 1997   | Сокорро (Нью-Мексико)     | LINEAR                         |
| (52560) 1997 GL14             | 1997 GL14            | 3 квітня 1997     | Сокорро (Нью-Мексико)     | LINEAR                         |
| (52561) 1997 GT14             | 1997 GT14            | 3 квітня 1997     | Сокорро (Нью-Мексико)     | LINEAR                         |
| (52562) 1997 GY17             | 1997 GY17            | 3 квітня 1997     | Сокорро (Нью-Мексико)     | LINEAR                         |
| (52563) 1997 GY18             | 1997 GY18            | 3 квітня 1997     | Сокорро (Нью-Мексико)     | LINEAR                         |
| (52564) 1997 GN21             | 1997 GN21            | 6 квітня 1997     | Сокорро (Нью-Мексико)     | LINEAR                         |
| (52565) 1997 GO22             | 1997 GO22            | 6 квітня 1997     | Сокорро (Нью-Мексико)     | LINEAR                         |
| (52566) 1997 GP27             | 1997 GP27            | 2 квітня 1997     | Станція Сінлун            | SCAP                           |
| (52567) 1997 HN2              | 1997 HN2             | 28 квітня 1997    | Прескоттська обсерваторія | Пол Комба                      |
| (52568) 1997 HJ8              | 1997 HJ8             | 30 квітня 1997    | Сокорро (Нью-Мексико)     | LINEAR                         |
| (52569) 1997 HJ11             | 1997 HJ11            | 30 квітня 1997    | Сокорро (Нью-Мексико)     | LINEAR                         |
| (52570) 1997 JC1              | 1997 JC1             | 1 травня 1997     | Обсерваторія Сан-Вітторе  | Обсерваторія Сан-Вітторе       |
| (52571) 1997 KJ2              | 1997 KJ2             | 29 травня 1997    | Обсерваторія Кітт-Пік     | Spacewatch                     |
| (52572) 1997 LL               | 1997 LL              | 3 червня 1997     | Станція Сінлун            | SCAP                           |
| (52573) 1997 LM12             | 1997 LM12            | 7 червня 1997     | Обсерваторія Ла-Сілья     | Ерік Вальтер Ельст             |
| (52574) 1997 MS2              | 1997 MS2             | 28 червня 1997    | Сокорро (Нью-Мексико)     | LINEAR                         |
| (52575) 1997 MY5              | 1997 MY5             | 26 червня 1997    | Обсерваторія Кітт-Пік     | Spacewatch                     |
| (52576) 1997 MW6              | 1997 MW6             | 28 червня 1997    | Обсерваторія Кітт-Пік     | Spacewatch                     |
| (52577) 1997 MJ7              | 1997 MJ7             | 27 червня 1997    | Обсерваторія Кітт-Пік     | Spacewatch                     |
| (52578) 1997 NE               | 1997 NE              | 1 липня 1997      | Обсерваторія Кітт-Пік     | Spacewatch                     |
| (52579) 1997 NH               | 1997 NH              | 1 липня 1997      | Обсерваторія Кітт-Пік     | Spacewatch                     |
| (52580) 1997 NO               | 1997 NO              | 1 липня 1997      | Обсерваторія Кітт-Пік     | Spacewatch                     |
| (52581) 1997 NB1              | 1997 NB1             | 3 липня 1997      | Фарра-д'Ізонцо            | Фарра-д'Ізонцо                 |
| (52582) 1997 NE6              | 1997 NE6             | 9 липня 1997      | Обсерваторія Кітт-Пік     | Spacewatch                     |
| (52583) 1997 NY6              | 1997 NY6             | 2 липня 1997      | Обсерваторія Кітт-Пік     | Spacewatch                     |
| (52584) 1997 OV1              | 1997 OV1             | 30 липня 1997     | Фарра-д'Ізонцо            | Фарра-д'Ізонцо                 |
| (52585) 1997 ON2              | 1997 ON2             | 29 липня 1997     | Бедуен                    | П'єр Антоніні                  |
| (52586) 1997 PB               | 1997 PB              | 1 серпня 1997     | Обсерваторія Галеакала    | NEAT                           |
| (52587) 1997 PD               | 1997 PD              | 1 серпня 1997     | Обсерваторія Галеакала    | NEAT                           |
| (52588) 1997 PD1              | 1997 PD1             | 3 серпня 1997     | Станція Сінлун            | SCAP                           |
| 52589 Монтвілофф (Montviloff) | 1997 PY3             | 12 серпня 1997    | Обсерваторія Пізе         | Обсерваторія Пізе              |
| (52590) 1997 PC5              | 1997 PC5             | 11 серпня 1997    | Станція Сінлун            | SCAP                           |
| (52591) 1997 QD               | 1997 QD              | 22 серпня 1997    | Обсерваторія Клеть        | Зденек Моравец                 |
| (52592) 1997 QC2              | 1997 QC2             | 27 серпня 1997    | Обсерваторія Наті-Кацуура | Йошісада Шімідзу, Такеші Урата |
| (52593) 1997 QF2              | 1997 QF2             | 27 серпня 1997    | Обсерваторія Наті-Кацуура | Йошісада Шімідзу, Такеші Урата |
| (52594) 1997 RF3              | 1997 RF3             | 5 вересня 1997    | Обсерваторія Ренд         | Джордж Віском                  |
| (52595) 1997 RT3              | 1997 RT3             | 1 вересня 1997    | Коссоль                   | ODAS                           |
| (52596) 1997 RO8              | 1997 RO8             | 4 вересня 1997    | Станція Сінлун            | SCAP                           |
| (52597) 1997 RM9              | 1997 RM9             | 15 вересня 1997   | Обсерваторія Ондржейов    | Ленка Коткова                  |
| (52598) 1997 SR3              | 1997 SR3             | 25 вересня 1997   | Обсерваторія Ренд         | Джордж Віском                  |
| (52599) 1997 SK4              | 1997 SK4             | 27 вересня 1997   | Обсерваторія Оїдзумі      | Такао Кобаяші                  |
| (52600) 1997 SP10             | 1997 SP10            | 26 вересня 1997   | Станція Сінлун            | SCAP                           |